# Ибрагимов, Магомед Абдулмуминович
Магоме́д Абдулмуми́нович Ибраги́мов (18 августа 1983, село Гунух, Чародинский район, ДАССР, РСФСР, СССР) — российский и узбекский борец вольного стиля. Серебряный призёр летних Олимпийских игр 2004 года в Афинах, чемпион и призёр чемпионатов Азии. Заслуженный спортсмен Узбекистана (2004).

## Биография
Вольной борьбой начал заниматься в 1990 году под руководством тренера Анвара Абдулаевича Магомедгаджиева (СДЮШОР им. Г. Гамидова г. Махачкала).
Был участником Олимпийских игр в Афинах в 2004 году. В финале весовой категории до 96 кг Ибрагимов уступил россиянину Хаджимурату Гацалову со счетом 1:4.
Декан факультета Управления и права Дагестанского государственного педагогического университета. Кандидат юридических наук, доцент. Заслуженный юрист Республики Дагестан.